# Artur Correia
Artur Correia (Lisszabon, 1950. április 1. – Lisszabon, 2016. július 25.) válogatott portugál labdarúgó, hátvéd.

## Pályafutása

### Klubcsapatban
A Benfica korosztályos csapatában kezdte a labdarúgást. 1968 és 1971 között az Académica de Coimbra labdarúgója volt. 1971-ben visszatért a Benficához, ahol hat idényen át szerepelt és öt bajnoki címet és egy portugál kupa győzelmet ért el a csapattal. 1977 és 1979 között a Sporting játékosa volt és egy-egy bajnoki címet és kupa győzelmet szerzett az együttessel. Az 1979-es és az 1980-as NASL idényben az amerikai New England Tea Man csapatában szerepelt. A két idény között a Sportingban játszott. 1980-ban vonult vissza az aktív labdarúgástól.

### A válogatottban
1970-71-ben négy alkalommal szerepelt a portugál U21-es válogatottban. 1972 és 1977 között 34-szer lépett pályára a portugál válogatottban és egy gólt szerzett.

## Sikerei, díjai
Benfica
- Portugál bajnokság (Primeira Liga)
  - bajnok: 1971–72, 1972–73, 1974–75, 1975–76, 1976–77
- Portugál kupa (Taça de Portugal)
  - győztes: 1972

 Sporting CP
- Portugál bajnokság (Primeira Liga)
  - bajnok: 1979–80
- Portugál kupa (Taça de Portugal)
  - győztes: 1978